# William Dennison
William Dennison Jr. (ur. 23 listopada 1815, zm. 15 czerwca 1882) – amerykański polityk. Związany był najpierw z Amerykańską Partią Wigów, a następnie z Partią Republikańską. W latach 1860–1862 był gubernatorem stanu Ohio W roku 1864 podczas wojny secesyjnej, zarządzał urzędem pocztowym w gabinecie prezydenta Abrahama Lincolna. Ustąpił rok po wojnie.